# Cyperus moutona
Cyperus moutona är en halvgräsart som beskrevs av Forest Buffen Harkness Brown. Cyperus moutona ingår i släktet papyrusar, och familjen halvgräs.
Artens utbredningsområde är Marquesasöarna. Inga underarter finns listade i Catalogue of Life.